# Sprintvärldsmästerskapen i kanotsport 1987
Sprintvärldsmästerskapen i kanotsport 1987 anordnades i Duisburg i Västtyskland.

## Medaljsummering
| Pl.    | Nation          | Guld | Silver | Brons | Totalt |
| ------ | --------------- | ---- | ------ | ----- | ------ |
| 1      | Ungern          | 2    | 5      | 2     | 9      |
| 2      | Östtyskland     | 5    | 1      | 2     | 8      |
| 3      | Sovjetunionen   | 2    | 1      | 4     | 7      |
| 4      | Polen           | 1    | 3      | 0     | 4      |
| 5      | Tjeckoslovakien | 0    | 2      | 2     | 4      |
| 6      | Nya Zeeland     | 2    | 1      | 0     | 3      |
| 7      | Danmark         | 1    | 1      | 1     | 3      |
| 8      | Sverige         | 0    | 1      | 2     | 3      |
| 9      | USA             | 2    | 0      | 0     | 2      |
| 10     | Frankrike       | 1    | 1      | 0     | 2      |
| 11     | Norge           | 1    | 0      | 1     | 2      |
| 12     | Bulgarien       | 0    | 1      | 1     | 2      |
| 13     | Västtyskland    | 0    | 0      | 2     | 2      |
| 14     | Jugoslavien     | 1    | 0      | 0     | 1      |
| 15     | Nederländerna   | 0    | 1      | 0     | 1      |
| 16     | Storbritannien  | 0    | 0      | 1     | 1      |
| Totalt | Totalt          | 18   | 18     | 18    | 54     |

### Herrar

#### Kanadensare
| Gren        | Guld                                        | Tid | Silver                                   | Tid | Brons                                         | Tid |
| C-1 500 m   | Olaf Heukrodt (GDR)                         |     | Petr Procházka (TCH)                     |     | Attila Szabó (HUN)                            |     |
| C-1 1000 m  | Olaf Heukrodt (GDR)                         |     | Martin Marinov (BUL)                     |     | Ivan Klementiev (URS)                         |     |
| C-1 10000 m | Ivan Šabjan (YUG)                           |     | Zsolt Bohács (HUN)                       |     | Tachir Kamaletdinov (URS)                     |     |
| C-2 500 m   | Polen Marek Łbik Marek Dopierała            |     | Sovjetunionen Jurij Gurin Valerij Vesjko |     | Tjeckoslovakien Petr Procházka Alon Lochinsky |     |
| C-2 1000 m  | Sovjetunionen Jurij Gurin Valerij Vesjko    |     | Polen Marek Łbik Marek Dopierała         |     | Östtyskland Ulrich Papke Ingo Spelly          |     |
| C-2 10000 m | Danmark Arne Nielsson Christian Frederiksen |     | Ungern Robert Ridig Pál Pétervári        |     | Storbritannien Andrew Train Stephen Train     |     |

#### Kajak
| Gren        | Guld                                                                           | Tid | Silver                                                                             | Tid | Brons                                                                          | Tid |
| K-1 500 m   | Paul MacDonald (NZL)                                                           |     | Andreas Stähle (GDR)                                                               |     | Attila Szabó (TCH)                                                             |     |
| K-1 1000 m  | Greg Barton (USA)                                                              |     | Ferenc Csipes (HUN)                                                                |     | Morten Ivarsen (NOR)                                                           |     |
| K-1 10000 m | Greg Barton (USA)                                                              |     | Attila Szabó (TCH)                                                                 |     | Einar Rasmussen (NOR)                                                          |     |
| K-2 500 m   | Ungern Ferenc Csipes László Fidel                                              |     | Nya Zeeland Ian Ferguson Paul MacDonald                                            |     | Sverige Per-Inge Bengtsson Karl-Axel Sundqvist                                 |     |
| K-2 1000 m  | Nya Zeeland Ian Ferguson Paul MacDonald                                        |     | Frankrike Philippe Boccara Pascal Boucherit                                        |     | Östtyskland Thomas Gähme Thomas Vaske                                          |     |
| K-2 10000 m | Frankrike Philippe Boccara Pascal Boucherit                                    |     | Danmark Thor Nielsen Lars Koch                                                     |     | Ungern Ferenc Csipes Sándor Hódosi                                             |     |
| K-4 500 m   | Sovjetunionen Aleksandr Matusjenko Sergej Kirsanov Arturas Veta Viktor Denisov |     | Polen Robert Chwialkoksi Kazimierz Krzyżański Grzegorz Krawców Wojciech Kurpiewski |     | Västtyskland Reiner Scholl Thomas Pfrang Volker Kreutzer Thomas Reineck        |     |
| K-4 1000 m  | Ungern Zsolt Gyulay Ferenc Csipes László Fidel Zoltán Kovács                   |     | Sverige Per-Inge Bengtsson Lars-Erik Möberg Karl-Axel Sundqvist Bengt Andersson    |     | Sovjetunionen Aleksandr Matusjenko Sergej Kirsanov Arturas Veta Viktor Denisov |     |
| K-4 10000 m | Norge Harald Amundsen Arne Slettsjø Morten Ivarsen Arne Johan Almeland         |     | Ungern Zoltán Berkes Zoltán Böjti László Nieberl Kálmán Petrovics                  |     | Västtyskland Gilber Schneider Oliver Kegel Carsten Lömker Thomas Reineck       |     |

### Damer

#### Kajak
| Gren      | Guld                                                                   | Tid | Silver                                                    | Tid | Brons                                                                                 | Tid |
| K-1 500 m | Birgit Schmidt-Fischer (GDR)                                           |     | Izabela Dylewska (POL)                                    |     | Agneta Andersson (SWE)                                                                |     |
| K-2 500 m | Östtyskland Birgit Schmidt Anke Nothnagel                              |     | Nederländerna Annemiek Derckx Annemarie Cox               |     | Bulgarien Ogniana Petkova Ivanka Mueriva                                              |     |
| K-4 500 m | Östtyskland Birgit Schmidt Anke Nothnagel Ramona Portwich Ines Rudolph |     | Ungern Erika Géczi Rita Kőbán Katalin Povázsán Éva Rakusz |     | Sovjetunionen Irina Salomjkova Olga Slapina Guinara Zjarafutdinova Engole Nareviciute |     |